# Petites Révélations
Pour plus de détails, voir Fiche technique et Distribution.
Petites Révélations est un film français réalisé par Marie Vermillard et sorti en 2006.

## Fiche technique
- Titre : Petites Révélations
- Réalisation : Marie Vermillard
- Scénario : Marie Vermillard
- Photographie : Benjamin Chartier
- Son :  Jean-Baptiste Haehl
- Montage : Thomas Marchand
- Musique : Thomas Rannou
- Production : Cargo Films
- Pays :  France
- Durée : 55 minutes
- Dates de sortie :
  - France - mai 2006 (présentation au Festival de Cannes)
  - France - 9 avril 2008

## Distribution
- Marilyne Canto
- Antoine Chappey
- Simon Abkarian
- Hiam Abbass
- Renée Le Calm
- Philippe Rebbot
- Myriam Aziza

## Sélections
- Festival de Cannes 2006 (programmation de l' ACID)[1]